# توماس ترانسترومر
توماس گوستا ترانسترومر (به سوئدی: Tomas Gösta Tranströmer) (زادهٔ ۱۵ آوریل ۱۹۳۱ – مرگ ۲۶ مارس ۲۰۱۵) نویسنده، شاعر و مترجم سوئدی و برندهٔ جایزه نوبل ادبیات در سال ۲۰۱۱ میلادی بود.
ترانسترومر به‌عنوان یکی از مهم‌ترین نویسندگان اسکاندیناوی پس از جنگ جهانی دوم شناخته می‌شود و شعرهایش به بیش از ۶۰ زبان ترجمه شده است.
اگرچه توماس ترانسترومر هشتمین فرد اروپایی است که در ۱۰ سال گذشته، نوبل ادبیات را تصاحب می‌کند، ولی از آخرین باری که این جایزه ادبی به نام سوئد رقم خورده بود، ۳۷ سال می‌گذرد.

## زندگی‌نامه
ترانسترومر در ۱۵ آوریل سال ۱۹۳۱ در شهر استکهلم متولد شد. مادرش، هلمی، معلم مدرسه بود و پدرش، گوستا ترانسترومر، به کار روزنامه‌نگاری اشتغال داشت. وی در سال ۱۹۵۰ پس از تمام کردن مدرسه دستور زبان لاتین، در حوزه‌های تاریخ ادبیات و شعر، تاریخ دین و روانشناسی در دانشگاه استکهلم مشغول تحصیل شد.
پس از پایان تحصیلات در دانشگاه، در سال ۱۹۵۷ به عنوان دستیار در مؤسسه روان سنجی دانشگاه استکهلم مشغول به کار شد. وی همان سال با مونیکا بلاد ازدواج کرد.
ترانسترومر بین سال‌های ۱۹۶۰ و ۱۹۶۶ به عنوان روانشناس در یک مرکز بازپروری جوانان به کار خود ادامه داد. وی در سال ۱۹۹۰ دچار سکته مغزی شد و تا حدود زیادی قدرت تکلم خود را از دست داد. با این‌حال همچنان به نوشتن ادامه داد.

ترانسترومر در تاریخ ۲۶ مارس ۲۰۱۵ در استکهلم و در ۸۳ سالگی درگذشت.

## ویژگی آثار
به گزارش روزنامه بریتانیایی «گاردین»، اشعار سورئال ترانسترومر بر ارتباط دنیای درون با جهان خارج متمرکز است.
در همین زمینه روزنامه «کریستین ساینس مانیتور» نیز نوشته‌است: شاید سابقه تحصیل آقای ترانسترومر در رشته روانشناسی موجب شده‌است که وی علاقه وافری به بررسی دنیای درون انسان داشته باشد.
این روزنامه می‌افزاید که آقای ترانسترومر از خلال اشعار ظریف و چندوجهی خود دنیای درون انسان و رابطه‌اش با طبیعت از طریق تأملات درونگرایانه را بررسی می‌کند.

## آثار
توماس ترانسترومر نخستین مجموعه شعر خود را با نام «۱۷ شعر» در سال ۱۹۵۶ و زمانی که در کالج مشغول به تحصیل بود منتشر کرد. وی تا کنون بیش از ۱۰ کتاب به زبان سوئدی منتشر کرده و آثار اش به بیش از ۶۰ زبان مختلف ترجمه شده‌است.

## جوایز
- تاج گل طلایی شب‌های شعر استروگا (۲۰۰۳)